# Лагунов, Виктор Михайлович
Виктор Михайлович Лагунов (08.07.1935 — ?) — советский и российский учёный в области термоядерной физики, лауреат Государственной премии СССР (1981).
Родился 08.07.1935 в г. Вольск Саратовской области.
В 1958—1985 гг. работал в Институте ядерной физики им. Г. И. Будкера СО АН СССР: младший научный сотрудник, старший научный сотрудник.
Научная сфера — экспериментальное исследование импульсных методов нагрева плазмы до термоядерных температур.
Кандидат физико-математических наук (1969). Диссертация:
- Применение импульсных высоковольтных накопителей для сверхбыстрого нагрева плазмы : диссертация ... кандидата физико-математических наук : 01.00.00. - Новосибирск, 1969. - 126 с. : ил. + Прил. (41 с.: ил.).

Доцент кафедры физики плазмы Новосибирского государственного университета. Читал курс «Экспериментальные методы исследования плазмы, ч. 1» (1973-1988).
Лауреат Государственной премии СССР (1981) за цикл работ «Разработка научно-технических основ и создание мощных импульсных электронных ускорителей с водяной изоляцией».
Сочинения:
- Импульсный ускоритель электронов "Риус-1" [Текст] / В. М. Лагунов, А. Г. Пономаренко, Л. П. Фоминский. - Новосибирск : [б. и.], 1971. - 33 с. : ил.; 23 см. - (Препринт/ Ин-т ядерной физики СО АН СССР; ИЯФ 43-71).
- Формирование интенсивного электронного пучка . Лагунов В. М. , Пономаренко А. Г. , Фоминский Л. П. « Ж. техн . физ . » , 1972 , 42 , No 9 , 1947— 1957